# 施潘道 (施潘道区)

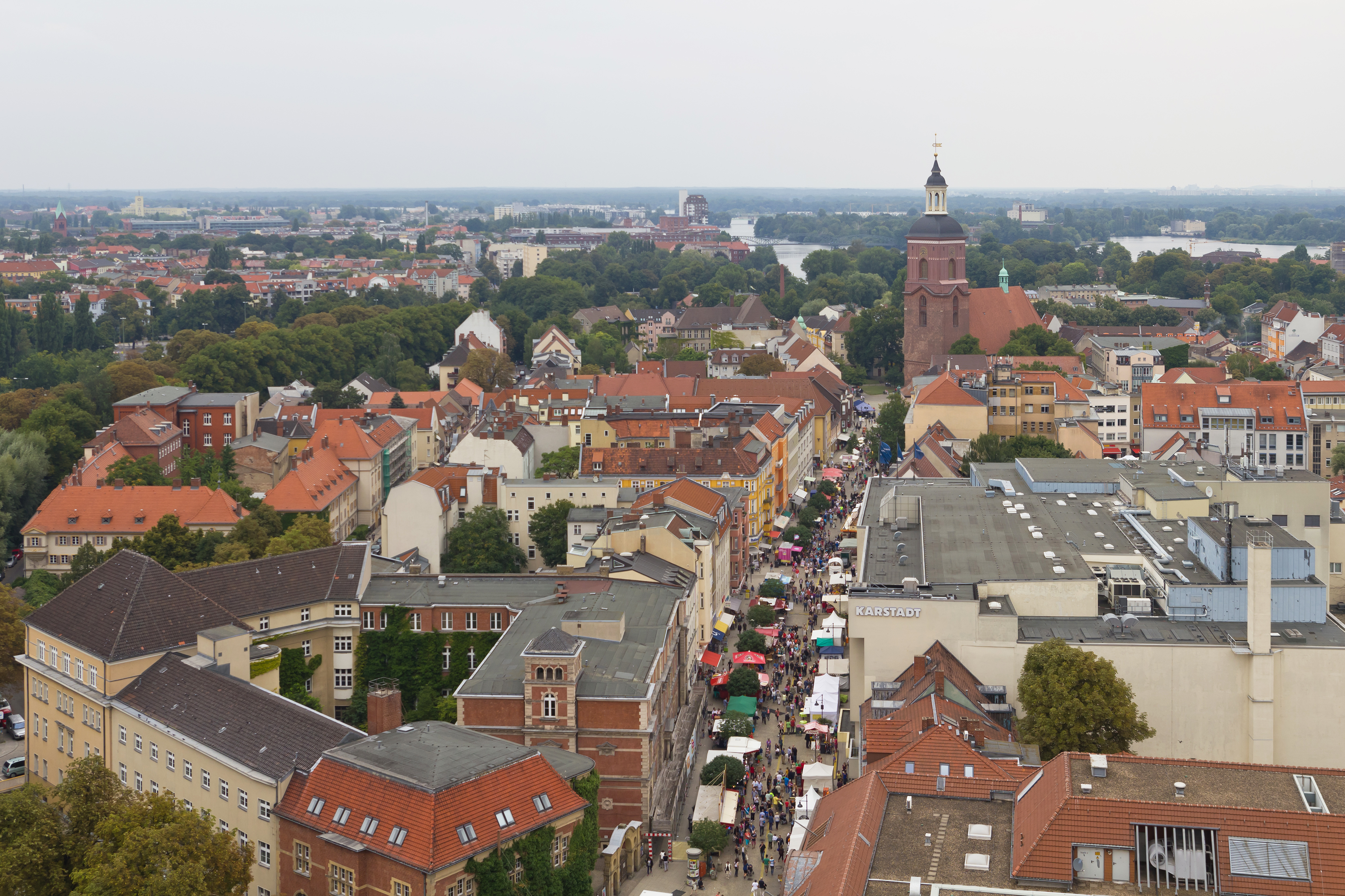

施潘道（德語：Spandau，德語：[ˈʃpandaʊ̯] ⓘ）是德國柏林施潘道区的一个下属区。2008年，施潘道约有人口33,433人。施潘道在第一次世界大戰之前是德國軍工業的中心。第二次世界大戰之後，施潘道是英國的佔領區。建於1876年的施潘道監獄被用來收容紐倫堡審判的納粹戰犯。但現在該監獄已被拆除，原址上修建了購物中心。

## 外部連結
维基共享资源上的相關多媒體資源：Spandau
- （德文） Spandau page on www.berlin.de